# National Service (Armed Forces) Act 1939
Il National Service (Armed Forces) Act 1939 fu un atto normativo emanato dal Parlamento del Regno Unito il 3 settembre 1939, il giorno in cui il Regno Unito dichiarò guerra alla Germania nazista all'inizio della seconda guerra mondiale.

## Contesto storico
Esso sostituì il Military Training Act 1939 (passato nel maggio di quell'anno) e fece rispettare in pieno la coscrizione su tutti i maschi tra i 18 e i 41 anni che erano residenti nel Regno Unito. Venne continuato in forma modificata in tempo di pace dal National Service Act 1948.

## Casi di esenzione
- Medicalmente inadatti così come i non vedenti, i disabili, e quelli con disturbi mentali
- Sudditi britannici al di fuori la Gran Bretagna e dell'Isola di Man che avevano vissuto nel paese per meno di due anni
- Studenti
- Persone impiegate dal governo di qualsiasi paese dell'Impero britannico, ad eccezione del Regno Unito
- Clero di qualsiasi denominazione
- Donne sposate
- Donne che hanno avuto uno o più figli di 14 anni o più giovani con loro. Ciò includeva i propri figli, i figliastri legittimi o illegittimi, e i bambini adottati, fino a quando il bambino veniva adottato prima del 18 dicembre 1941. Le donne incinte erano suscettibili ad essere arruolate, ma in pratica non lo furono.
- Obiettori di coscienza
- Persone che lavorano in occupazioni riservate come la cottura, l'agricoltura, la medicina e l'ingegneria.